# Ets Alocs
Ets Alocs es una playa de guijarros redondos modelados por la mar. Es una playa virgen que está situada al norte de Menorca, en el  término municipal de Ferrerías. Forma parte de la Reserva Marina de Menorca, por la rica y abundante vida animal que  habita las aguas, y disfruta de protección de pesca. El fondo es rocoso y el agua es transparente, como en la mayoría de playas de Menorca. Su ocupación suele ser bajo incluso en temporada alta de turismo.
Se  llega por una desviación de la carretera Me-1 de Mahón en Ciudadela. Unos pocos kilómetros después de Ferrerías se encuentra el camino de tramontana. El último tramo es accesible con una cierta dificultad por vehículos motorizados a través de una pista forestal que resigue un torrente.
A pie se puede llegar haciendo una excursión sencilla de seis kilómetros. Empieza a los pies de Sa Muntanya Mala, en Ferrerías, y sigue prácticamente siempre en llano, bordeando la montaña y junto a la mar, de forma que se pasa también por rincones vírgenes de Menorca, que no tienen acceso por coche, como la Cala Pilar.

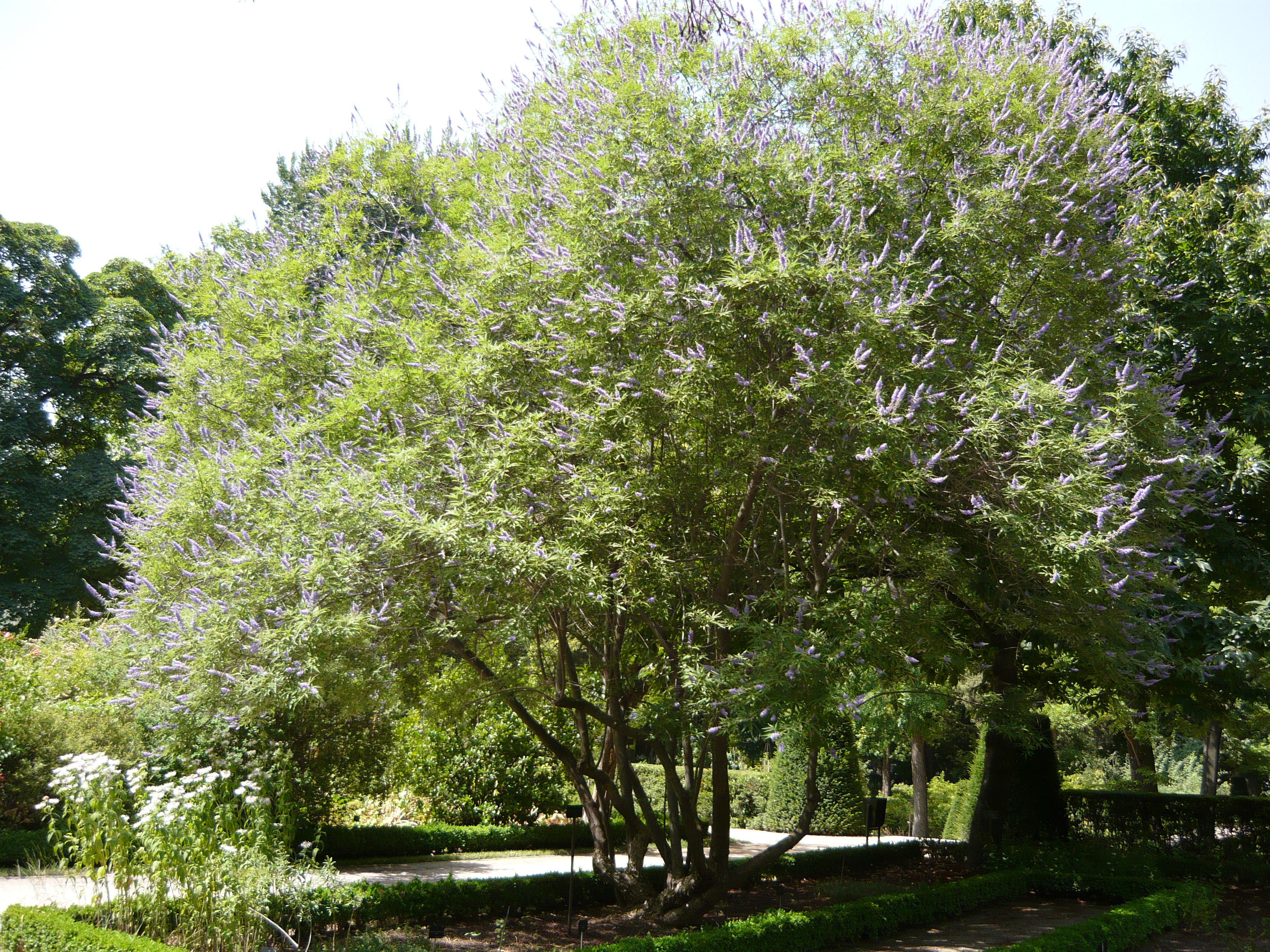
Un aloc

El paisaje de esta zona es el típico norteño de Menorca, azotado por el fuerte viento de tramontana, donde la vegetación ha sido seleccionada a través de los años con endemismos propios de la zona de gran valor ecológico. El agnocasto (aloc en catalán), planta endémica que da nombre a la playa,  es el principal exponente.